# Ulica Pokoju w Tarnowskich Górach
Ulica Pokoju w Tarnowskich Górach – jedna z głównych ulic Tarnowskich Gór, ważna arteria komunikacyjna w dzielnicy Śródmieście-Centrum. Stanowi część drogi powiatowej klasy G powiatu tarnogórskiego o numerze 3278S.

## Przebieg
Ulica rozpoczyna się na skrzyżowaniu z ulicą Marszałka Józefa Piłsudskiego w pobliżu dworca autobusowego oraz Państwowej Szkoły Muzycznej I stopnia im. I. J. Paderewskiego. Dalej biegnie w kierunku północnym, krzyżując się z ulicą 9 Maja, ulicą Styczyńskiego oraz ulicą Bohaterów Monte Cassino. Swój bieg kończy u wylotu ul. Częstochowskiej, która stanowi kontynuację drogi powiatowej nr 3278S na terenie dzielnicy Lasowice.

## Historia
Teren, przez który współcześnie przebiega ulica Pokoju, do połowy XIX wieku był niemal zupełnie pusty. Przecinały się tu jedynie polne trakty łączące Tarnowskie Góry z Lasowicami oraz Nakło z Sowicami. Od lat 60. XIX wieku na obszarze pomiędzy ówczesnymi ulicami Hugostraße, Bahnhofstraße i Lukaschikstraße (pol. ‘Hugona’, ‘Kolejowa’ i ‘Lukaschika’; obecnie ulice Sienkiewicza, Piłsudskiego i Styczyńskiego) znajdował się niewielki tartak należący do Simona Leschnitzera, przejęty i rozbudowany w 1891 roku przez Lazarusa Moellera, żyda z Miasteczka Śląskiego, który przeniósł do Tarnowskich Gór swój założony w 1850 roku zakład. W 1912 roku kolejny fragment terenu nabył od Richarda Linkego – właściciela cegielni w Rybnej – Max Moeller, syn Lazarusa.

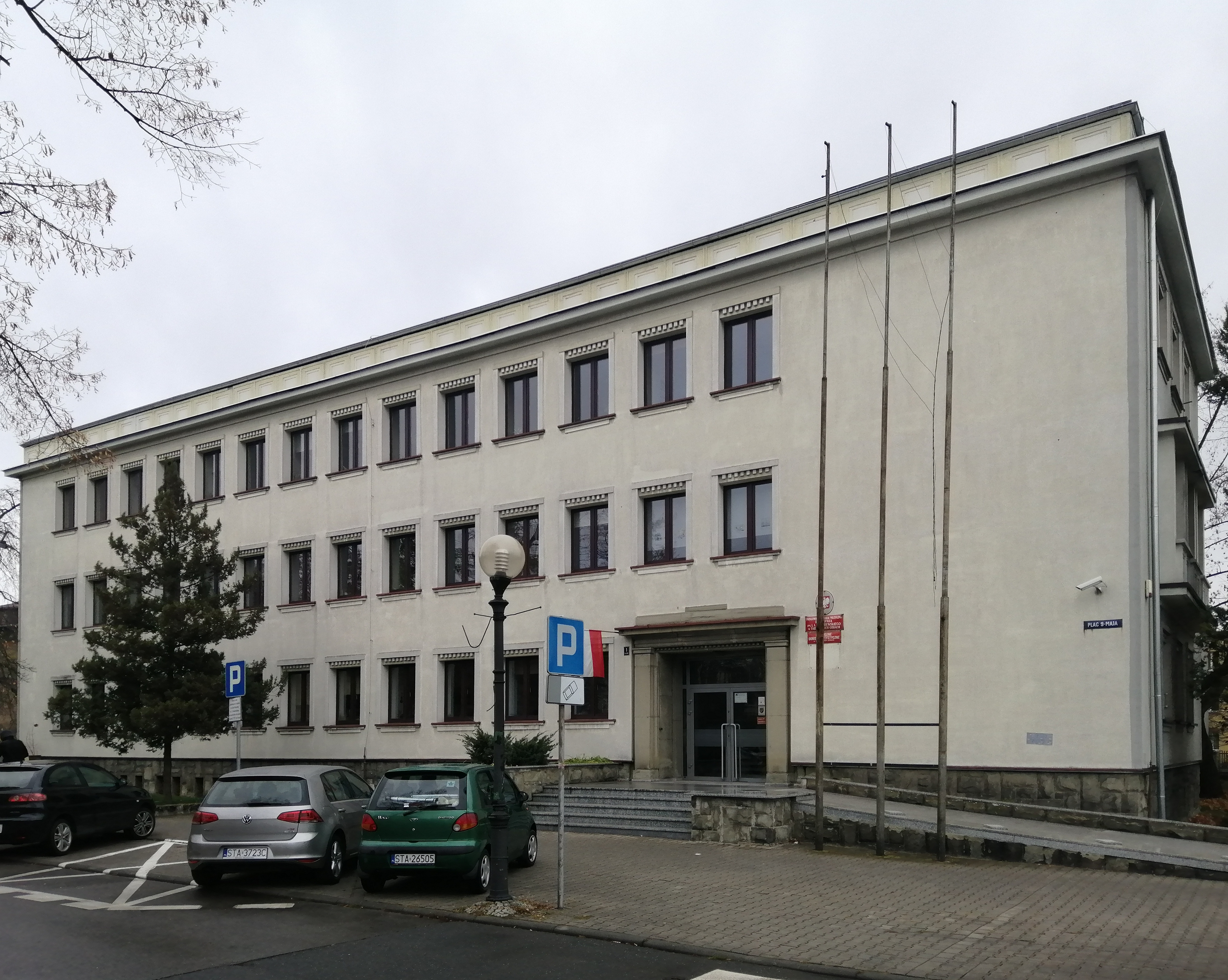
Budynek dawnego KP PZPR na rogu ul. Pokoju i ul. 9 Maja. Obecnie szkoła muzyczna (zdj. 2022)

Po jego śmierci w 1920 roku tartak przekształcono w spółkę z ograniczoną odpowiedzialnością, którą prowadziła wdowa, Anna Moeller. Z powodu kryzysu na rynku drewna firma ponosiła coraz większe straty finansowe; zapasy drewna malały, rosły natomiast długi, głównie wobec Miejskiej Komunalnej Kasy Oszczędności w Tarnowskich Górach (Tarnogórskiego Banku Komunalnego). Firma ogłosiła upadłość, po czym 30 września 1933 roku miasto kupiło w przetargu cały majątek tartaku. Teren uporządkowano, podzielono na parcele budowlane i wystawiono na sprzedaż.
Tuż przed wybuchem II wojny światowej na terenie dawnego tartaku wytyczono późniejszą ulicę 9 Maja, po wojnie urządzono w tym miejscu skwer, a w latach 1950–1951 wybudowano gmach Komitetu Powiatowego PZPR, który po przemianach ustrojowych, 16 lutego 1990 roku przekazany został szkole muzycznej.
We wrześniu 1969 roku oddano do użytku budynek Zespołu Szkół Zawodowych PKP im. 25-lecia PRL (obecnie Zespół Szkół Techniczno-Usługowych im. Jana Pawła II) przy ul. Pokoju 14.
Do połowy lat 70. na obszernym placu między siedzibą KP PZPR a dworcem PKP znajdowały się magazyny żywności, na których miejscu został w 1977 roku oddany do użytku dworzec autobusowy. W 2011 roku został on zburzony, a na jego miejscu wybudowano nowy obiekt, nazwany „Przystankiem Europa”. We wrześniu 2014 roku odsłonięto przed nim drugą z serii rzeźb tarnogórskich gwarków.

## Budynki
Przy ulicy Pokoju znajdują się:
- wybudowany w latach 2011–2013[9][10] dworzec autobusowy „Przystanek Europa” mieszczący do 31 grudnia 2018 siedzibę Międzygminnego Związku Komunikacji Pasażerskiej, a obecnie biura Zarządu Transportu Metropolitalnego ds. Obszaru Północnego – ul. Pokoju 1,
- Zespół Szkół Techniczno-Usługowych – ul. Pokoju 14; w budynku mieści się również Koło Polskiego Związku Niewidomych[12],
- budynek Państwowej Szkoły Muzycznej I stopnia im. I. J. Paderewskiego wybudowany w latach 50. XX wieku, początkowo siedziba tarnogórskiego Komitetu Powiatowego Polskiej Zjednoczonej Partii Robotniczej – róg ul. Pokoju i 9 Maja.

## Zabytki
Przy ulicy Pokoju znajdują się dwie zabytkowe lokomotywy. Pierwszą jest parowóz towarowy Tp1-18, natomiast drugą jest manewrowa lokomotywa spalinowa SM15-22. Figurują one w Gminnej Ewidencji Zabytków miasta Tarnowskie Góry.

## Komunikacja

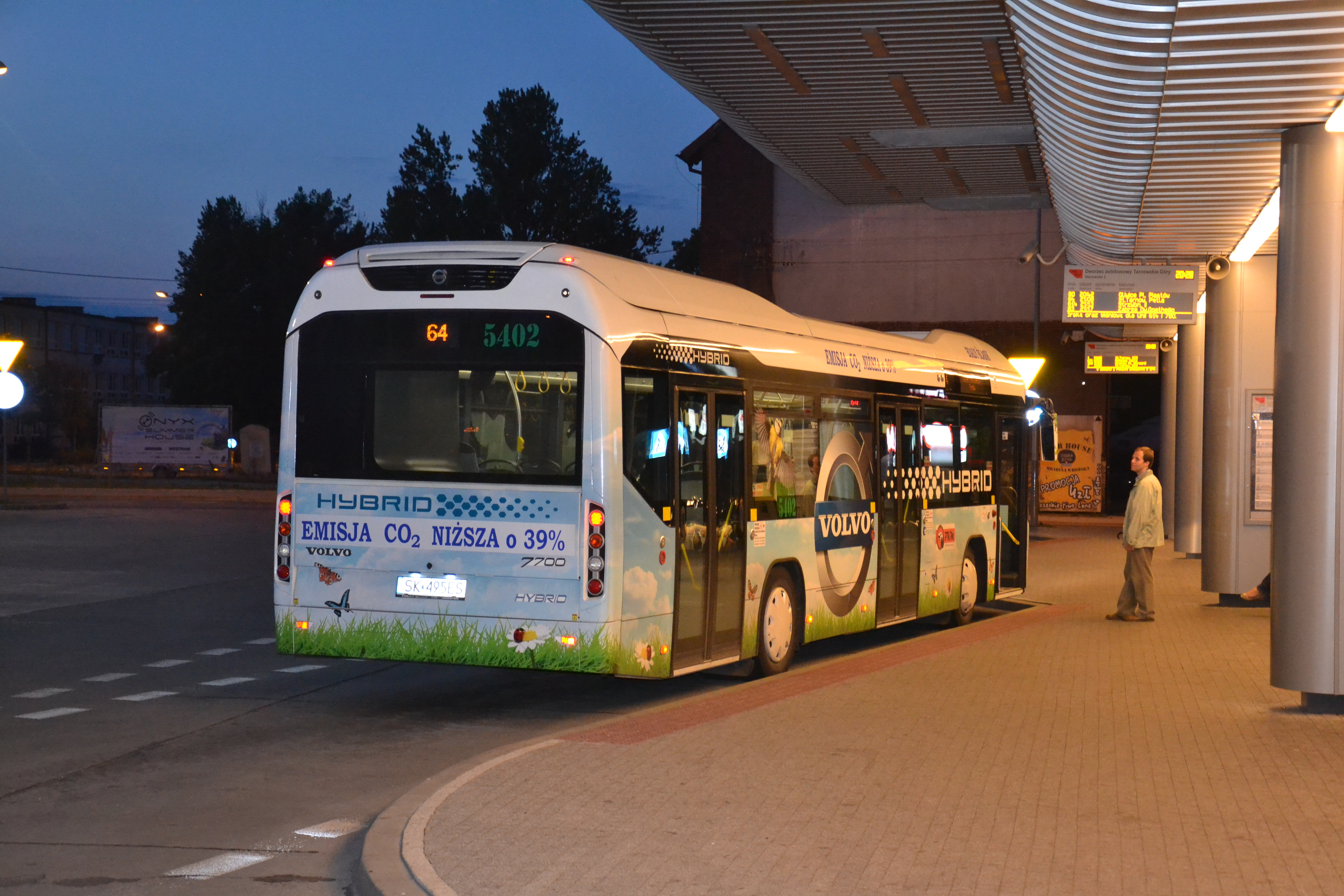
Odjazd autobusu Volvo 7700 Hybrid na linii nr 64 z peronu 2 dworca autobusowego przy ulicy Pokoju (2014)

Według stanu z sierpnia 2024 ulicą Pokoju kursują autobusy 43 linii organizowanych przez Zarząd Transportu Metropolitalnego oraz 2 linii zastępczej komunikacji autobusowej Kolei Śląskich odjeżdżające lub dojeżdżające do znajdującego się przy tej ulicy dworca autobusowego. Wszystkie przystanki na nim zlokalizowane określane są w rozkładzie jazdy jako Tarnowskie Góry Dworzec. Na dworcu znajduje się 6 stanowisk, z których odjeżdżają następujące linie:
- stanowisko 1 – kierunek: Opatowice, Stare Tarnowice, GCR „Repty”, Sowice, Strzybnica, Pniowiec, Tworóg, Wielowieś, Krupski Młyn (linie: 3, 78, 129, 143, 174, 180, 189, 670, 671, 736, 744, 746, 780),
- stanowisko 2 – kierunek: Stare Tarnowice, Repty Śląskie, Gliwice, Zabrze, Zbrosławice, Pyskowice (linie: M14, M107, 64, 80, 83, 112, 134, 142, 158, 191, 289, 614, 615, 712, 735, 749),
- stanowisko 3 – kierunek: Osada Jana, Bobrowniki Śląskie, Radzionków, Bytom, Chorzów, Katowice (linie: M3, M102, 3, 19, 174),
- stanowisko 4 – kierunek: Nakło Śląskie, Świerklaniec, Piekary Śląskie, Katowice, Siewierz, Mierzęcice, Pyrzowice Port Lotniczy (linie: M14, 5, 192, 646, 738, 780, S80),
- stanowisko 5 – kierunek: Katowice Sądowa (linia S8) oraz komunikacja PKS, międzynarodowa i przewozy komercyjne,
- stanowisko 6 – kierunek: Lasowice, Miasteczko Śląskie, Nowe Chechło, Świerklaniec, Ożarowice (linie: 87, 145, 151, 173, 179, 246, 614, 615, 646, 745, 780).

Dodatkowo tuż przy samej hali dworca ulokowane są 3 stanowiska do wysiadania.

## Mieszkalnictwo
Według danych Urzędu Stanu Cywilnego na dzień 31 grudnia 2022 roku przy ulicy Pokoju zameldowanych na pobyt stały było 65 osób.

## Galeria

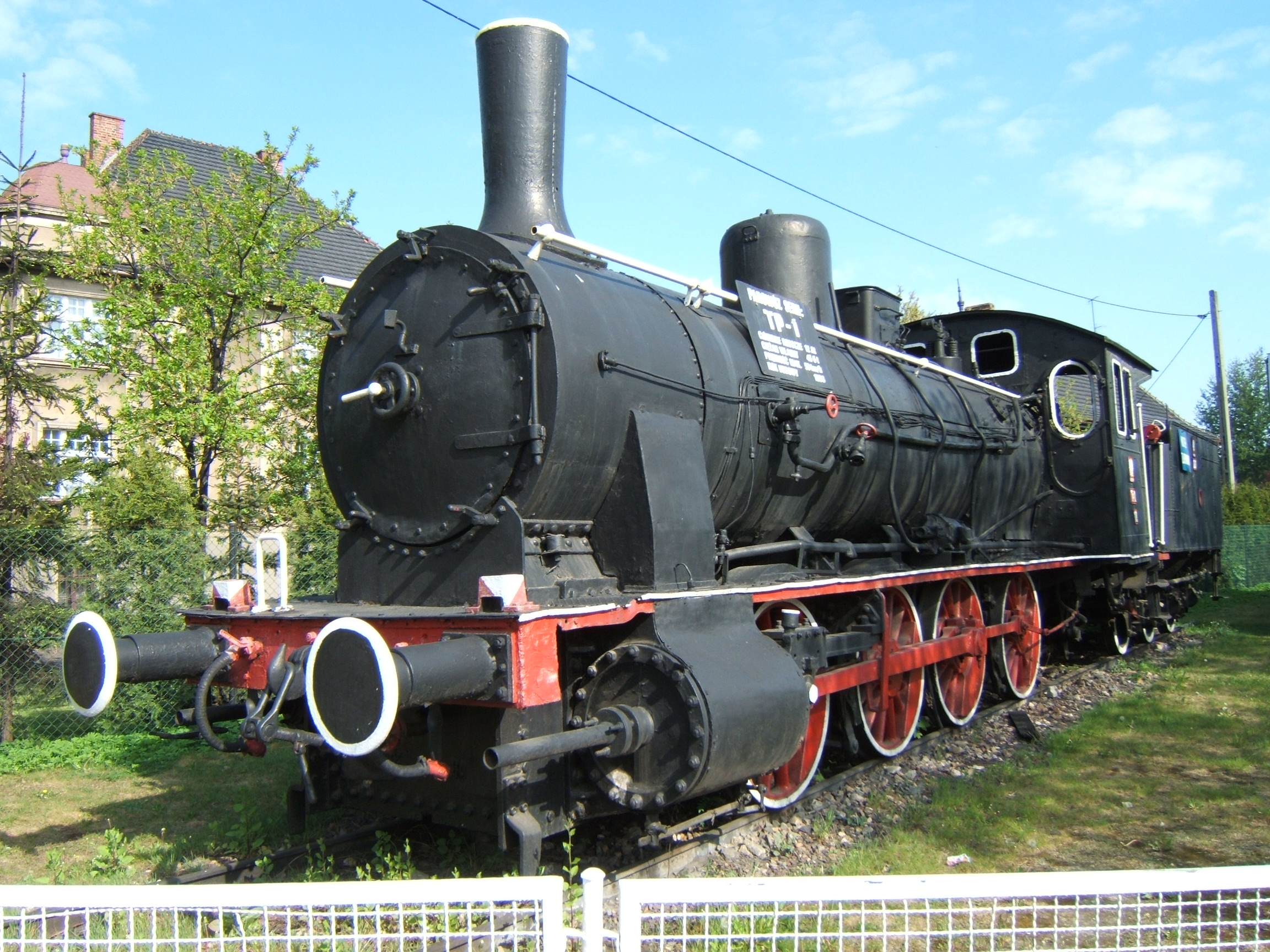
Zabytkowy parowóz towarowy Tp1-18 (2007)
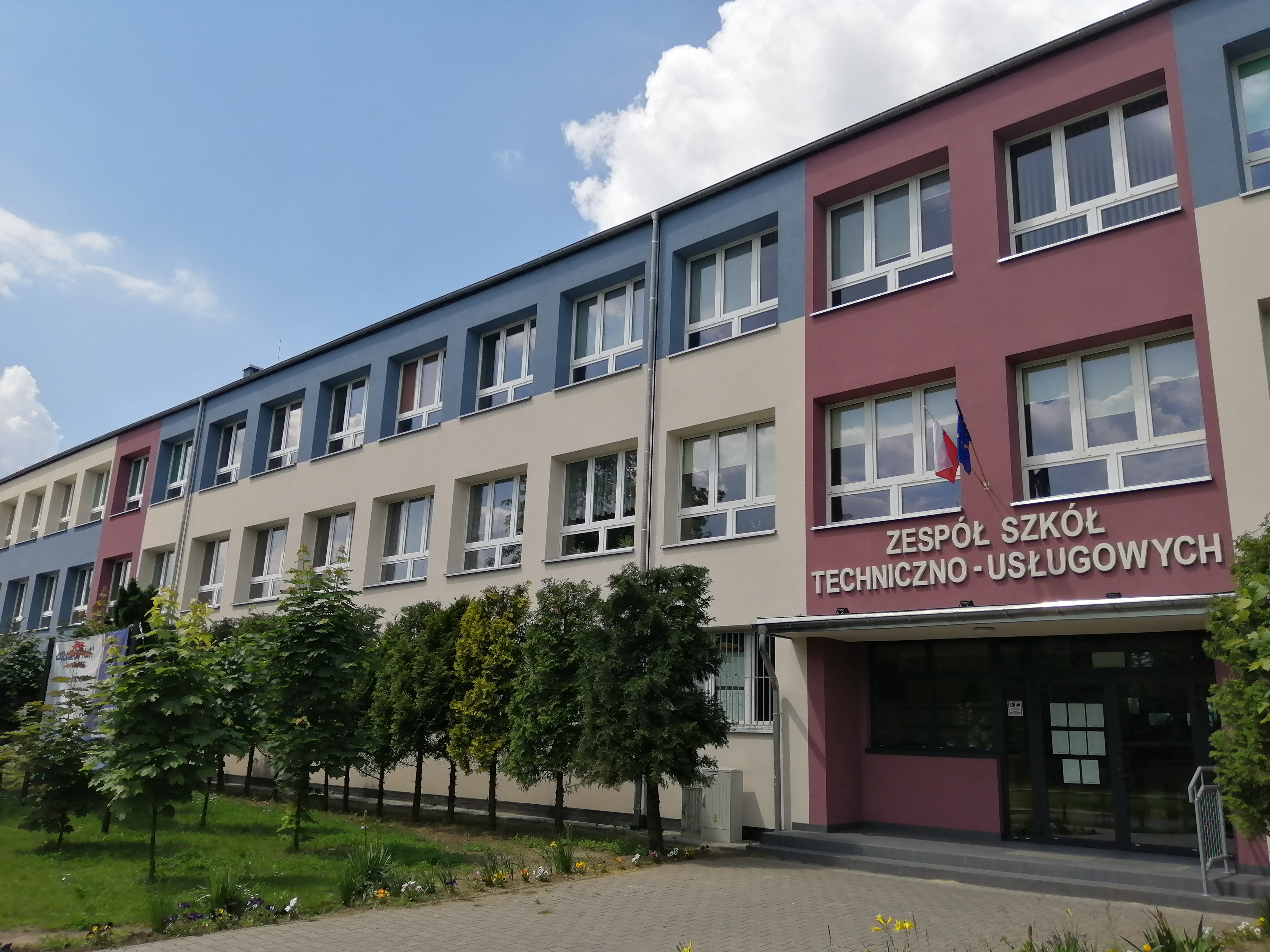
Zespół Szkół Techniczno-Usługowych (2019)
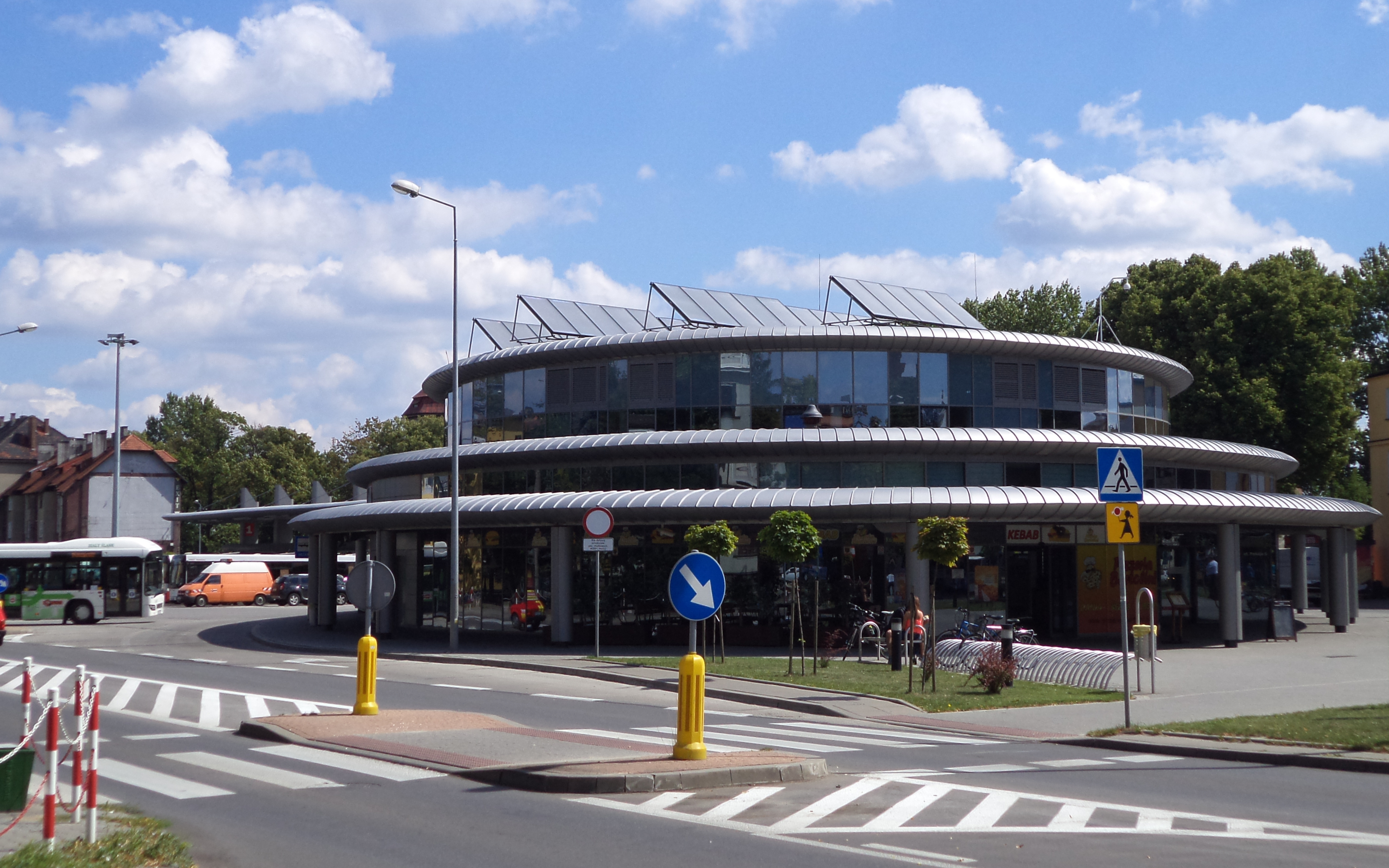
Dworzec autobusowy przy ul. Pokoju 1 (2015)
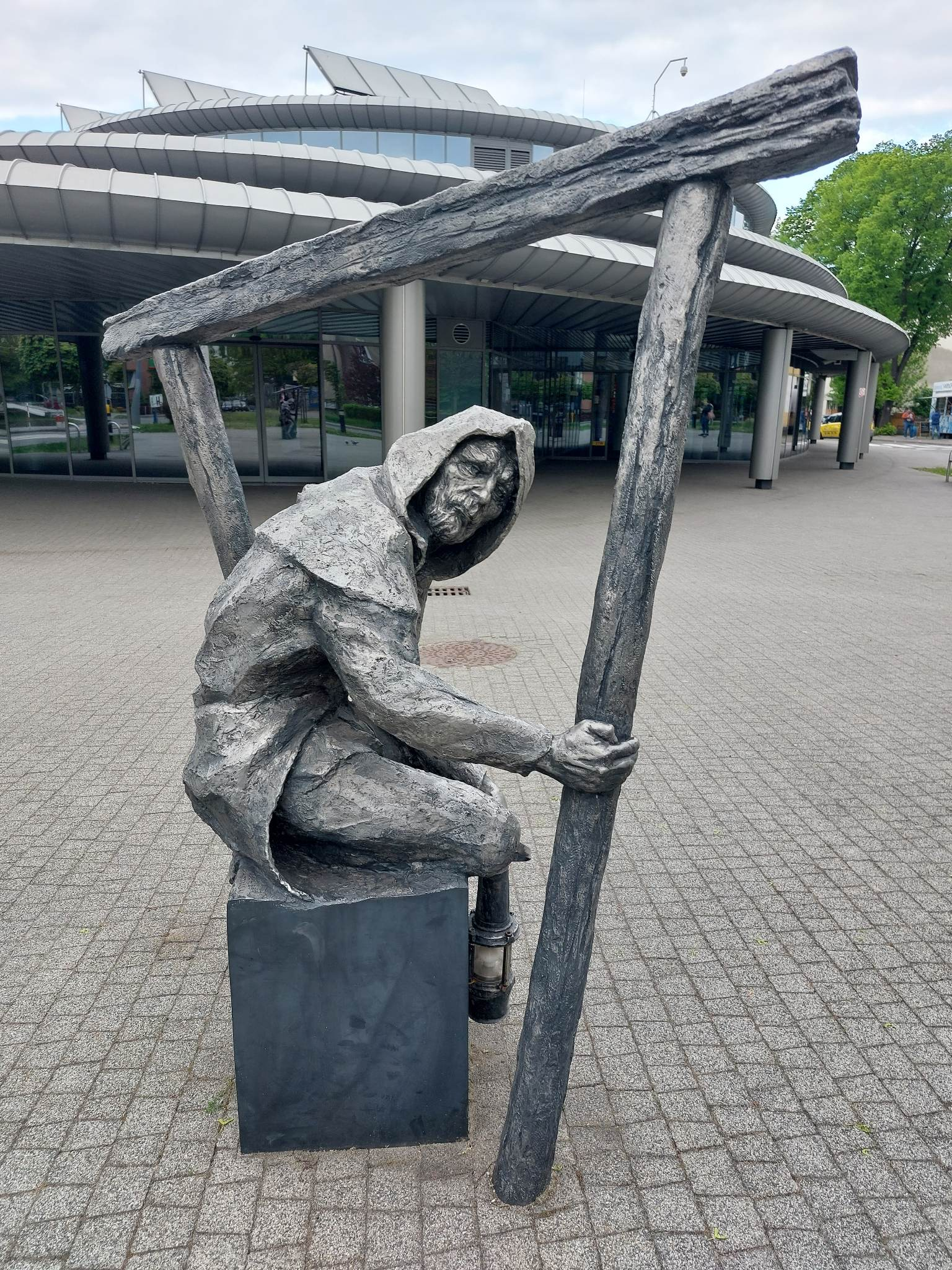
Rzeźba gwarka przed dworcem (2023)